# Altnazi

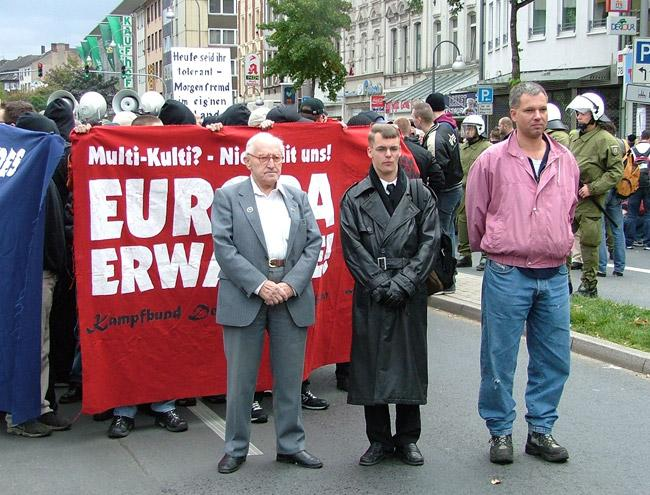
Tres generaciones de nazis: Otto Riehs (1921-2008), Axel Reitz (1983, inactivo desde 2013) y Christian Worch (1956) en una manifestación en Colonia en 2004.

Altnazi -a veces también dicho como Alt-Nazi- es un término predominantemente coloquial y en su mayoría negativo para las personas que ya eran partidarios del nacionalsocialismo durante la Alemania de Hitler, que ocuparon puestos de liderazgo en el estado  y después de 1945 nunca se arrepintieron. El término distingue a las personas a las que se hace referencia de los neonazis (literalmente 'nuevos nazis'), es decir, los partidarios del nacionalsocialismo que se volvieron políticamente activos después de 1945.
El término Altnazi apareció originalmente en la década de 1960 en la Alemania Occidental, pero también en los medios de comunicación de la República Democrática Alemana, para designar a los exfuncionarios de alto rango del nacionalsocialismo que regresaron al movimiento en la nueva República Federal después de la Segunda Guerra Mundial a pesar de la desnazificación, como Reinhard Gehlen, Hans Globke, Theodor Oberländer y Karl Ritter von Halt.
Una visión antifascista generalizada paralela veía a la República Federal como el estado sucesor del Tercer Reich, que simplemente "se puso una máscara democrática sobre su rostro fascista". Además de personas como Hans Filbinger, Hanns Martin Schleyer, Reinhard Gehlen, Rudolf Oebsger-Röder, Paul Carell, Klaus Barbie, Walther Rauff, Werner Best, Adolf Heusinger, también otros generales en los inicios de la Bundeswehr y agentes del Servicio Federal de Inteligencia fueron y se conocen como viejos nazis.
Además, la expresión Altnazi se usó en las décadas de 1960 a 1980 para los nacionalsocialistas activos que también habían sido políticamente activos antes de 1945, como Thies Christophersen, Werner Georg Haverbeck, Otto Ernst Remer o Hans-Ulrich Rudel. Dado que la generación de personas en puestos de responsabilidad en el Tercer Reich se ha extinguido en gran medida en la actualidad, el término prácticamente solo se usa en retrospectiva al período mencionado, por ejemplo, cuando se analiza la relación entre los viejos nazis y los neonazis más jóvenes en ese momento.